# Curtis Strange
Curtis Northrup Strange (Norfolk, 30 gennaio 1955) è un golfista statunitense, considerato uno dei migliori giocatori degli anni ottanta.
Ha vinto per 2 volte consecutive gli U.S. Open, nel 1988 e 1989. Nel 1988 è stato il primo giocatore a superare la barriera del milione di dollari vinti in premi in una stagione nel PGA Tour
Ha fatto parte per cinque volte della squadra statunitense di Ryder Cup e ne è stato il capitano nel 2002.
Nel 2007 è stato introdotto nella World Golf Hall of Fame.
Complessivamente in carriera ha vinto 27 tornei.